# Achelia vulgaris
Achelia vulgaris är en havsspindelart som först beskrevs av Costa, O.G. 1861.  Achelia vulgaris ingår i släktet Achelia och familjen Ammotheidae. Inga underarter finns listade i Catalogue of Life.